# Tumba da Condessa Matilde da Toscana
A Tumba da Condessa Matilde da Toscana é um memorial escultural desenhado pelo artista italiano Gian Lorenzo Bernini e confeccionado por Bernini juntamente com vários outros escultores. Foi encomendado pelo Papa Urbano VIII em 1633 e concluído em 1644. Encontra-se na Basílica de São Pedro, no Vaticano.